# Rhinella yunga
Espèce
Rhinella yunga est une espèce d'amphibiens de la famille des Bufonidae.

## Répartition
Cette espèce est endémique du Pérou. Elle se rencontre dans les régions de Pasco et de Junín.

## Description

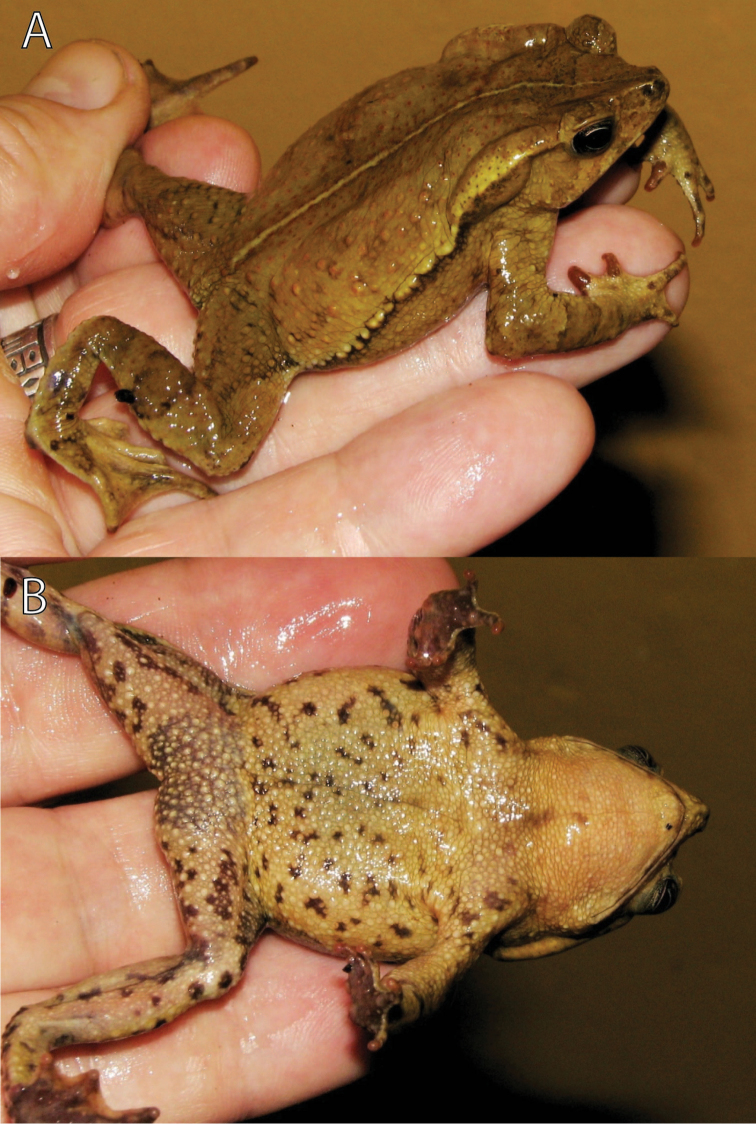

Les 3 spécimens adultes mâles observés lors de la description originale mesurent entre 57,5 mm et 59,5 mm de longueur standard et le spécimen adulte femelle observé lors de la description originale mesure 65,5 mm de longueur standard.

## Étymologie
Cette espèce est nommée en référence à son habitat, le Yunga.

## Publication originale
- Moravec, Lehr, Cusi, Córdova & Gvoždík, 2014 : A new species of the Rhinella margaritifera species group (Anura, Bufonidae) from the montane forest of the Selva Central, Peru. ZooKeys, no 371, p. 35–56 (texte intégral).